# Horní Radechová
Horní Radechová é uma comuna checa localizada na região de Hradec Králové, distrito de Náchod‎.